# TanzTheaterMünchen

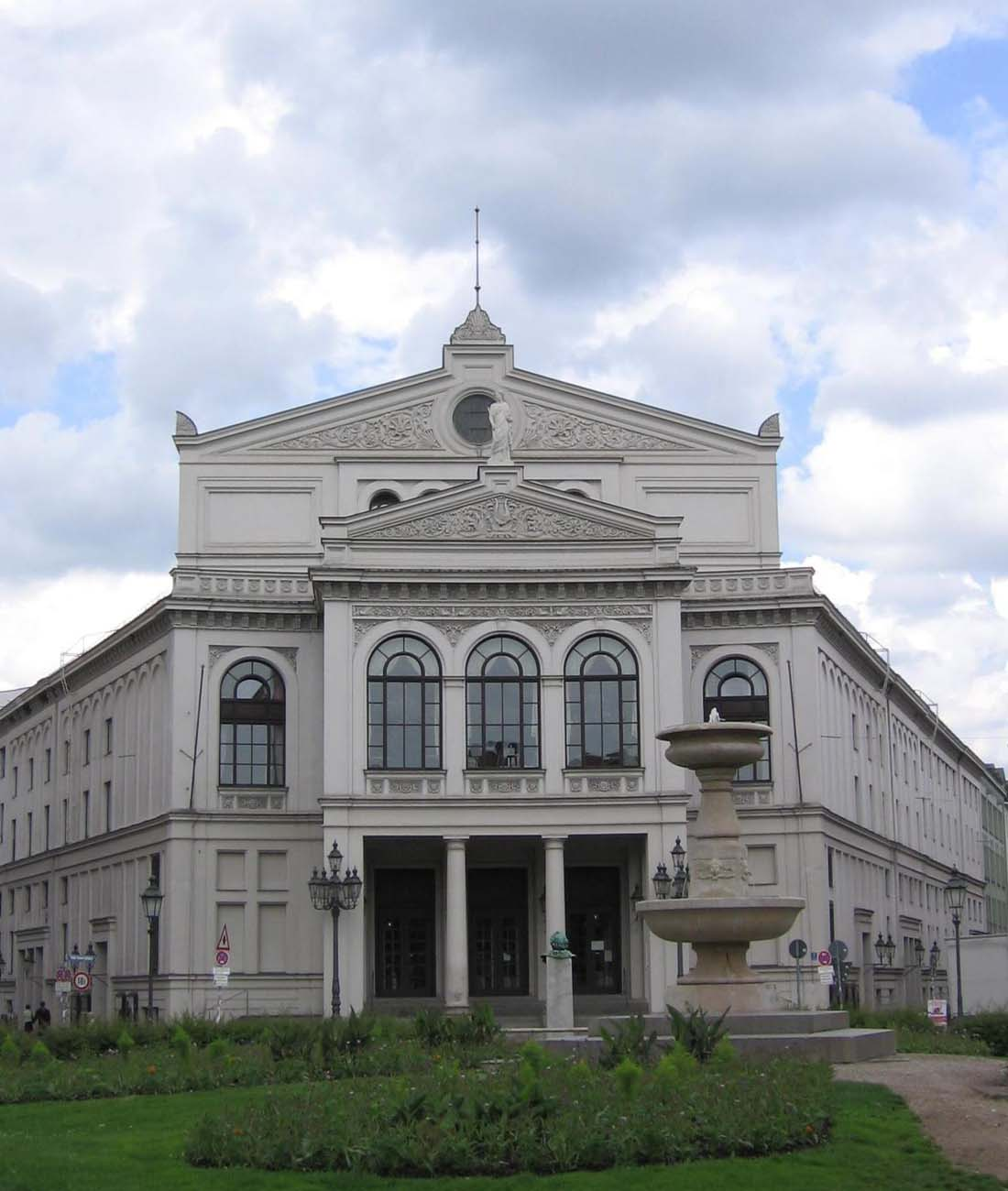
Staatstheater am Gärtnerplatz

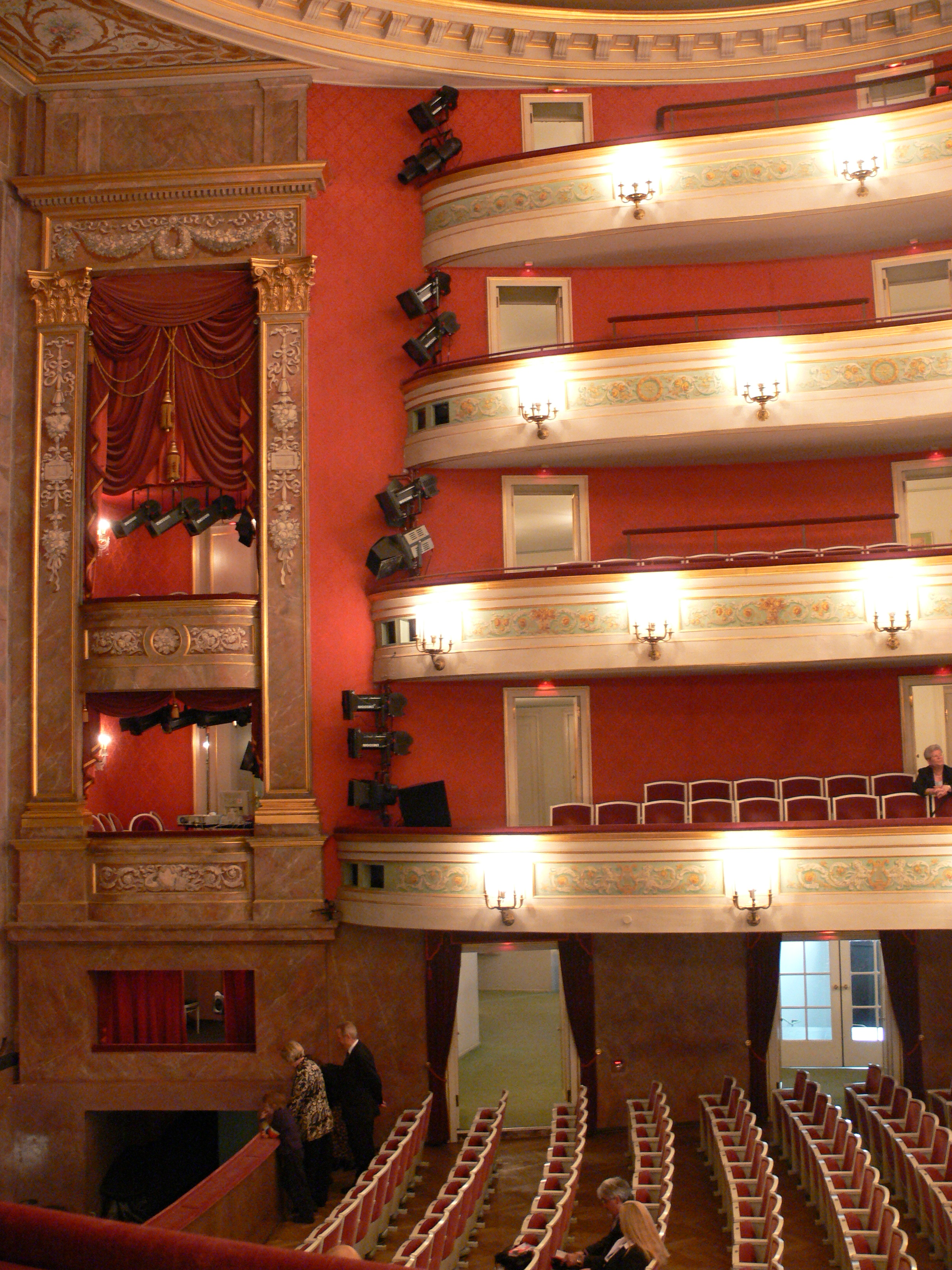
Staatstheater am Gärtnerplatz (innen)

Das TanzTheaterMünchen (TTM) ist Bestandteil des Staatstheaters am Gärtnerplatz in München. Es wird von Hans Henning Paar künstlerisch geleitet. 

## Künstlerisches Profil
Künstlerisch orientiert sich das Tanztheater überwiegend am zeitgenössischen und modernen Tanz. Dafür müssen die Ensemblemitglieder neben technischen und tänzerischen Leistungen auch darstellende Fähigkeiten einbringen.
Grundprinzip ist, Tanz in seiner Komplexität auszuloten. Die 20 Tänzerinnen und Tänzer aus der ganzen Welt bringen unterschiedlichste Ausbildungswege und Berufserfahrungen in das Ensemble ein. Zugleich arbeitet die Kompanie mit international renommierten Choreografen zusammen. Dadurch werden laufend neue Zugänge zum Tanz umgesetzt. Auch haben die Kompaniemitglieder die Möglichkeit, in Tanzwerkstätten eigene choreografische Arbeiten zu präsentieren.

## Präsentation im  Bühnenraums
Eine Besonderheit ist die Präsentation der Tanzproduktionen im Bühnenraum des Gärtnerplatztheaters, der den Zuschauern eine unmittelbare Nähe zum Tanzgeschehen ermöglicht. Das eröffnet dem Publikum die Möglichkeit, Tanz auch als eine subtile theatralische Form wahrzunehmen.

## Vermittlungsarbeit
Die Vermittlungsarbeit findet in Zusammenarbeit mit der Münchner Volkshochschule statt. In der Reihe „Tanzgespräche — Einführung und Probenbesuch“ können Tanzinteressierte mit den beteiligten Tänzern und Choreografen ins Gespräch kommen und die Entstehung einer Tanzproduktion unmittelbar miterleben und nachvollziehen.